# وارون ضربی
وارون ضربی (به انگلیسی: reciprocal) یا (به انگلیسی: Multiplicative inverse) برای عنصری مانند g، وارون ضربی، عنصری مانند g-1 خواهد بود به طوری که   {\displaystyle g\cdot g^{-1}=g^{-1}\cdot g=1}   باشد. وارون ضربی برای {\displaystyle z=0} تعریف‌نشده است. وارون ضربیِ یک عدد غیرصفر مانند {\displaystyle z} برابر {\displaystyle {\frac {1}{z}}} است.
برای عدد مختلط z = a + bi، وارون ضربی را می‌توان به صورت زیر محاسبه کرد:
{\displaystyle {\frac {1}{z}}={\frac {\bar {z}}{z{\bar {z}}}}={\frac {\bar {z}}{\|z\|^{2}}}={\frac {a-bi}{a^{2}+b^{2}}}={\frac {a}{a^{2}+b^{2}}}-{\frac {b}{a^{2}+b^{2}}}i.}